# نظام وست‌مینستر

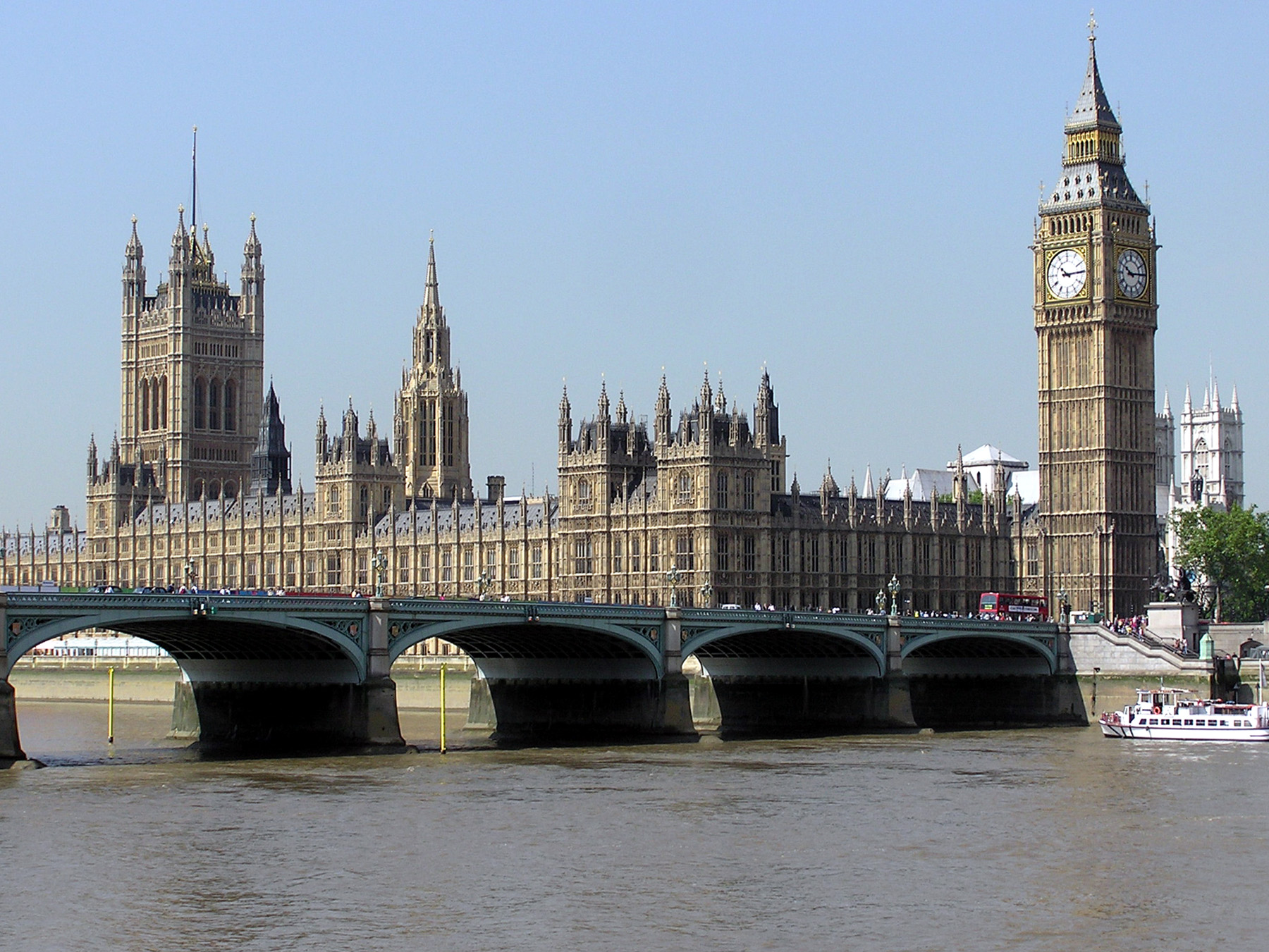
نمایی از کاخ وست مینستر در لندن. نظام وست‌مینستر، از این مکان نام‌گرفته‌است. (عکس؛ ۲۰۰۵)

سیستم وِست‌مینستر یا نظام وِست‌مینستر یک نظام پارلمانی برای حکومت است که با پیروی از نظامی که در پادشاهی متحد بریتانیای کبیر و ایرلند شمالی توسعه یافته، مدل‌سازی شده‌است. اصطلاح نظام وست مینیستر، اشاره دارد به کاخ وست‌مینستر که محل تشکیل جلسه پارلمان بریتانیا است. این نظام، مجموعه‌ای از فرایندها برای اداره قوه قانونگذاری است. از این نظام، در قوه‌های قانونگذاری ملی و قوه‌های قانونگذاری محلی بیشتر اعضای کنونی یا سابق اتحادیه کشورهای مشترک‌المنافع، پس از اعطای اجازه تشکیل دولت محلی، در گذشته استفاده شده یا در حال حاضر استفاده می‌شود. اولین بار در سال ۱۸۴۸ در کانادای تحت فرمانروایی بریتانیا و سپس در بین سال‌های ۱۸۵۵ و ۱۸۹۰ در مستعمرات بریتانیا در استرالیا ار این نظام استفاده شده‌است. بعد از آن، برخی از مستعمره‌های سابق (مثل نیجریه) برای نوع حکومت، نظام ریاستی را انتخاب کردند و برخی دیگر (مانند آفریقای جنوبی) از یک نظام ترکیبی استفاده می‌کنند.